# 만트리파리샤드
만트리파리샤드(산스크리트어: मंत्रि‍परिषद)는 마우리아 제국의 자문기구이다. 마우리아 제국의 최고 통치자에 해당하는 삼랏의 자문기구 역할을 하였다.

## 구성
- 만트리파리샤드 아디야크샤 - 오늘날의 의장에 해당하는 관직으로, 만트리파리샤드 회의를 총괄하였다.
- 마하만트리 - 오늘날 국무총리에 해당하는 관직이다.
- 세나파티 - 오늘날 국방장관에 해당하는 관직으로, 제국의 국방을 총괄하였다.
- 푸로히탐 - 최고 종교 지도자로, 제국 내부의 종교적인 사안들을 다루었다.
- 유바라자 - 제국의 차기 후계로 황태자에 해당함.
- 산니다타 - 왕실의 재산을 담당하는 관직
- 무드라디야크샤 - 정부 문서 담당직
- 시타디야크샤 - 농업부 장관
- 아카할라파디야크샤 - 회계부 장관
- 코슈타가라 - 재무부 장관
- 나바디야크샤 - 해양부 장관
- 삼스타 - 무역부 장관
- 그 외 20여 개의 기타 부서들을 담당하는 아디야크샤(장관)들

20여명이 넘는 각료들이 만트리파리샤드를 구성하였으며 이들중 "만트리파리샤디크샤", "세나파티", "마하만트리", "유바라자"들은 높은 권한을 지녔기 때문에 이들이 만트리파리샤드의 주축을 담당하였다. 